# بروس لی: در جستجوی اژدها
بروس لی: در جستجوی اژدها ( به انگلیسی Bruce Lee: Quest of the Dragon ) عنوان یک بازی ویدئویی است که در سال ۲۰۰۲ میلادی تنها برای کنسول بازی ایکس باکس عرضه شد .